# Chisum
Chisum (eng. Chisum) je američki vestern iz 1970. godine u kojem su glavne uloge ostvarili John Wayne, Forrest Tucker, Christopher George, Ben Johnson, Glenn Corbett, Geoffrey Deuel, Andrew Prine, Bruce Cabot, Patric Knowles i Richard Jaeckel.
Film je režirao Andrew V. McLaglen, a scenarij je napisao Andrew J. Fenady prema svojoj kratkoj priči Chisum and the Lincoln County Cattle War.
Premda je film u mnogim detaljima povijesno netočan, djelomično je temeljen na događajima i likovima iz Rata u okrugu Lincoln 1878. godine na teritoriju Novog Meksika u kojem su, između ostalih, sudjelovali Pat Garrett i Billy the Kid.

## Glumačka postava
- John Wayne kao John Chisum
- Forrest Tucker kao Lawrence Murphy
- Ben Johnson kao James Pepper
- Patric Knowles kao Henry Tunstall
- Geoffrey Deuel kao Billy the Kid
- Pamela McMyler kao Sallie Chisum
- Glenn Corbett kao Pat Garrett
- Andrew Prine kao Alexander McSween
- Christopher George kao Dan Nodeen
- Bruce Cabot kao William J. Brady
- Richard Jaeckel kao Jess Evans
- Lynda Day kao Sue McSween
- Robert Donner kao Morton
- John Mitchum kao Baker
- John Agar kao Amos Patton
- Gregg Palmer kao Karl Riker
- John M. Pickard kao Sergeant Braddock
- Christopher Mitchum kao Tom O'Folliard

## Produkcija
Izvršni producent filma Michael A. Wayne započeo je raditi na projektu Chisum zbog toga što je vjerovao da priča obuhvaća sve one političke poglede koje je imao njegov otac. Glumačka postava prepuna je poznatih lica iz ranijih filmova Johna Waynea, a u filmu također glumi i njegov prijatelj Forrest Tucker. Snimljen je 1969. godine u Durangu (Meksiko). Za slikovite vidike područja na kojem je film sniman odgovoran je glavni kamerman William H. Clothier. Iako je film originalno snimila kompanija 20th Century Fox kasnije ga je prodala kompaniji Warner Bros.
John Wayne nalazio se na setu snimanja filma Chisum kad je saznao za svoju nominaciju za Oscara za ulogu Čovjek zvan hrabrost (koju je i osvojio).
Tijekom snimanja filma, Robertov brat John Mitchum pokazao je Wayneu svoju patriotsku poeziju. Vidjevši da je Wayne iskreno dirnut riječima, Forrest Tucker predložio je da obojica snime album poezije, a sve je rezultiralo nominacijom za nagradu Grammy za album America: Why I Love Her.
Film Chisum ponovno je ujedinio neke od glumaca koji su ranije glumili na filmu Pijesak Iwo Jime: Johna Waynea, Johna Agara, Forresta Tuckera i Richarda Jaeckela.

## Zarada i reakcije
Film Chisum u službenu kino distribuciju krenuo je u lipnju 1970. godine i u konačnici zaradio 6 milijuna dolara.
Tadašnji američki predsjednik Richard Nixon komentirao je film tijekom konferencije za medije održane u Denveru (Colorado) dana 3. kolovoza 1970. godine. Iskoristio je film kao podtekst kako bi objasnio svoje vlastite poglede na zakon i red:
Pitao sam se kako je moguće da žanr vesterna preživljava tolike godine. U dobrom vesternu vidjet će se i druge teme. Možda je jedan od razloga zašto ljudi toliko vole vesterne - uz one tradicionalne, a to su uzbuđenje, igra oružjem i ostale stvari - i taj da u vesternima dobri momci uvijek pobijede, a loši uvijek izgube.

## Vanjske poveznice
- Chisum u internetskoj bazi filmova IMDb-a
- Chisum na Rotten Tomatoes